# Sterilisation
|  | For sterilisation i betydningen at gøre fri for mikroorganismer, se Steril |
 Denne artikel bør gennemlæses af en person med fagkendskab for at sikre den faglige korrekthed.

Sterilisation er et operativt indgreb, der har til formål at gøre et frugtbart individ ufrugtbart. Operationens forløb afhænger naturligvis af individets anatomi og er således næsten altid et større indgreb for kvinder, mens det for mænd kan ordnes ambulant.

## Sterilisation af mænd
Indgrebet foregår som regel med lokalbedøvelse og udføres ved at kirurgen laver et lille snit på hver side af pungen hvorigennem sædstregene (lat: vasa deferentia) fritlægges. Evt kan der i stedet anlægges et enkelt snit midtfor på pungens forside. Der fjernes ca 0,5 cm fra hver sædstreng og enderne underbindes og lægges tilbage i pungen. Snittet lukkes med sutur (sting) og såret læges i reglen i løbet af en uges tid. Sterilitet kan dog først forventes komplet i løbet af 3 måneder da der kan være oplagret nogle sædceller i sædblærerne der befinder sig i bughulen. Størstedelen af ejakulatet dannes af prostatakirtlen, så mandlig sterilisation indebærer ikke at manden ikke kan ejakulere efter vellykket sterilisation. Indgrebet bør kontrolleres for effektivitet ved en sædprøve ca. 3 måneder efter indgrebet. Indgrebet er sædvanligvis permanent og irreversibelt.
Bivirkinger ved indgrebet er oftest få og begrænser sig til ømhed i en periode på op til et par uger efter indgrebet og i sjældne tilfælde infektion i operationssåret.

### Bivirkninger
Smertesyndrom efter sterilisation (P.V.P.S.) er en kronisk og til tider invaliderende tilstand, som kan udvikle sig øjeblikkeligt eller mange år efter sterilisation. En undersøgelse viste estimerede forekomst i hver 10. eller hver 30. sterilisation. Smerten kan være konstant i testiklerne eller bitestikel/sædleder, eller det kan være smerte, som kun viser viser sig ved specielle lejligheder som ved samleje, ejakulation eller fysisk anstrengelser.

## Sterilisation af kvinder
I Danmark udføres sterilisation på kvinder ved en kikkertoperation i fuld narkose, hvor æggelederen lukkes, således at æg fra æggestokken ikke kan passere ned til livmoderen.